# KV17
La KV17 és la tomba més completa, més fonda, la més llarga i possiblement la més bella de tota la Vall dels Reis, a la Necròpolis Tebana (Luxor). La tomba també ha rebut el nom de "Tomba de Belzoni" (pel seu descobridor), Tomba d'Apis (perquè Belzoni hi va trobar un brau momificat) i Tomas Young l'anomenà "Tomba de Psammis, fill de Neko". El faraó Seti I, de la dinastia XIX hi va ser enterrat.

## La tomba a l'antic Egipte
Començada a construir pel mateix Seti I i segurament acabada pel seu fill i hereu Ramsès II cap al 1278 aC, la tomba va servir provisionalment d'amagatall de mòmies reials (incloses les de Ramsès I, el pare de Seti I, i Ramsès II) durant el Tercer període intermedi, abans que els Summes Sacerdots d'Amon de la dinastia XXI no les traslladessin a l'amagatall de Deir el-Bahari, la tomba TT320. La tomba va ser saquejada diverses vegades.

## El controvertit Belzoni i el descobriment de la tomba

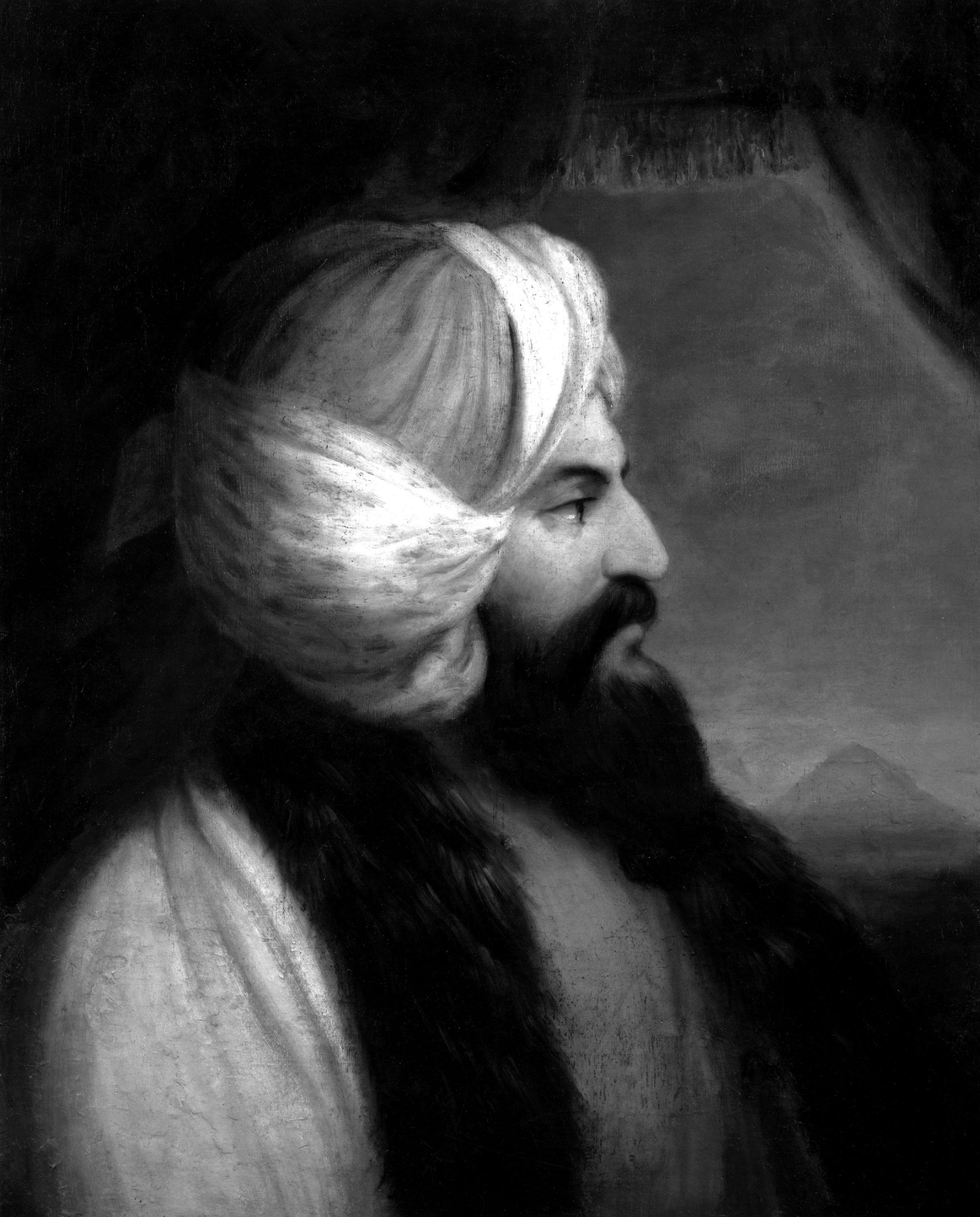
El "Gran Belzoni"

El venecià Giovanni Battista Belzoni, més conegut com "el Gran Belzoni", havia estudiat enginyeria hidràulica, però havia treballat de forçut en un circ ambulant (era molt corpulent i mesurava més de dos metres). La seva fascinació pels recents descobriments a Egipte i un intent de trobar feina com a enginyer el va dur, junt amb la seva dona, l'anglesa Sarah Bane, al país del Nil. La seva ambició era descobrir tresors nous i potser algun gran rei. Aviat es va posar a treballar per a Henry Salt, el cònsol britànic a Egipte, qui li encarregà d'enviar a Anglaterra tot allò que pogués. La seva primera gran gesta, el 1817, va ser enviar des del Ramesseum un bust de més de 7 tones de Ramsès II, anomenat aleshores "el jove Memnon", al Museu Britànic de Londres. Belzoni va quedar fascinat per aquell faraó i en va voler seguir el rastre per tot Egipte. El mateix any va estar excavant infructuosament a la Vall dels Reis, fins que poc abans d'abandonar, a mitjans de setembre del mateix any, va descobrir la tomba KV16 del pare de Seti I, Ramsès I, una tomba petita i inacabada, però molt avançada si tenim en compte que Ramsès I només va regnar durant un any aproximadament. El descobriment va animar Belzoni a seguir excavant i més o menys un mes després, el 16 d'octubre, va descobrir la KV17.
Segons el mateix Belzoni, la tomba semblava acabada de tancar, les pintures dels murals brillaven tant i estaven tan ben conservades que semblaven acabades de fer. Belzoni també va trobar restes dels materials i utensilis emprats pels constructors (de Deir al-Madinah) abandonats a la tomba.

## La conservació i l'espoli

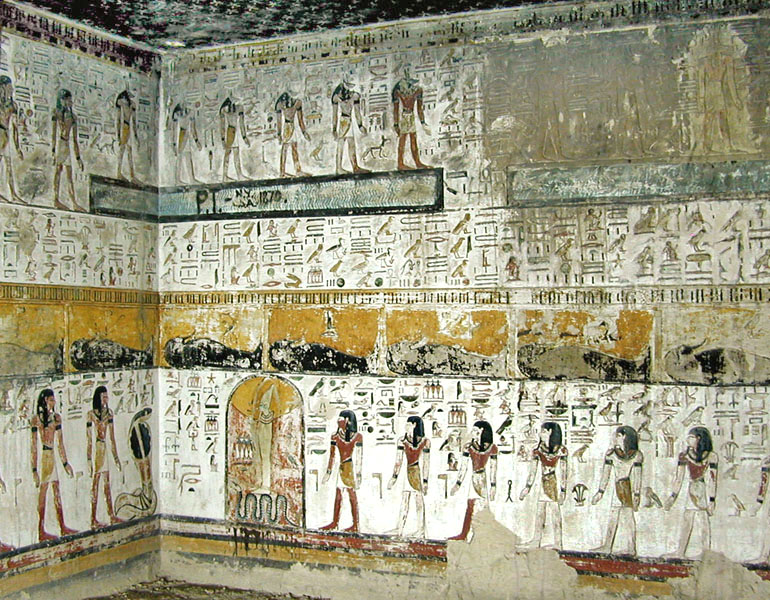
Decoracions i inscripcions del Llibre de les Portes.

Des del descobriment de Belzoni diversos egiptòlegs i expedicions van visitar la tomba. El mateix descobriment de la tomba de Seti I va causar tanta expectació en la seva època a Europa com el descobriment de la tomba de Tutankamon (la KV62) un segle més tard. El resultat fou un deteriorament significatiu, un saqueig freqüent avui considerat vandalisme (tant els col·leccionistes com els principals museus d'Europa en volien una part) i també freqüents intents de documentació, manteniment i restauració que continuen avui dia. Alguns dels fets més destacats:

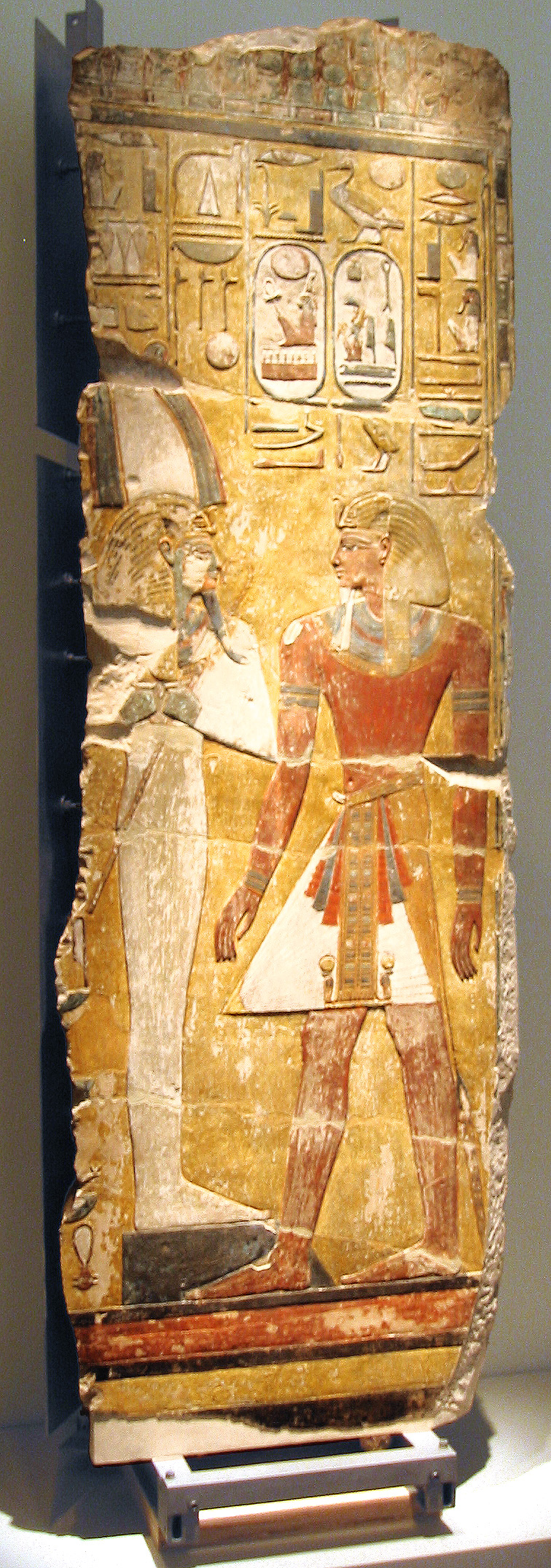
Fragment d'un dels pilars, avui al Museu Egipci de Berlín

1. El mateix Belzoni va documentar la tomba i en va fer aquarel·les per una banda, però hi va viure dins amb la seva dona durant uns dies (era relativament habitual en aquella època, diversos exploradors i cercadors de tresors ho van fer), fent servir espelmes per a il·luminar-la i se'n va endur diversos objectes, inclòs el sarcòfag d'alabastre del faraó, que va enviar a Henry Salt i que està al Museu Soane (Museu de sir John Soane) des del 1824. També va omplir el pou funerari amb runa per a poder accedir a la tomba i per a poder treure'n el sarcòfag i el va deixar així, va construir uns dics de contenció per a prevenir les inundacions insuficients i, un any després del descobriment, la tomba es va inundar. Arran d'això la roca de la tomba es va expandir (es va "inflar" d'aigua) i contraure (en eixugar-se), el revestiment artificial (el recobriment per a allisar les parets i dibuixar-hi les pintures i relleus) va quedar ballant i part de les parets i dels sostres es van ensorrar.
2. El 1825, l'egiptòleg James Burton va construir murs al voltant de l'entrada de la tomba, millorant els dics de Belzoni i en va fer canalitzacions per a evitar les futures inundacions. També va buidar el pou funerari. Des d'aleshores la tomba no s'ha tornat a inundar.
3. El 1926, Robert Hay la visità i documentà.
4. Jean-François Champollion, el traductor de la pedra Rosetta que va desxifrar els jeroglífics, es va endur part d'una paret amb decoracions de 2,26 x 1,05 metres (de la porta de "G") durant l'expedició que va fer a Egipte el 1828, coneguda com l'"Expedició franco-toscana", el seu amic i col·laborador Ippolito Rosellini també se'n va endur objectes. Avui dia tots aquests elements formen part de les col·leccions del Museu del Louvre i del museu de Florència. Champollion també va estar estudiant i documentant les inscripcions de la tomba. Al corredor "G" també es van arrencar parts dels murals (com els cartutxos reials, algunes figures i part dels textos) en diverses èpoques.
5. L'expedició prussiana del 1845 també es va endur objectes de la tomba que avui són al Museu Egípci de Berlín (Ägyptisches Museum Berlin, en alemany). Karl Richard Lepsius, el cap de l'expedició, la va descriure, dibuixar, la va mesurar i en va fer els primers plànols, documentació que va incloure en la famosa recopilació de 12 volums Denkmäler aus Aegypten und Aethiopien - Monuments d'Egipte i Etiòpia (del 1849 al 1858).Representació isomètrica, planta i alçat de la KV17

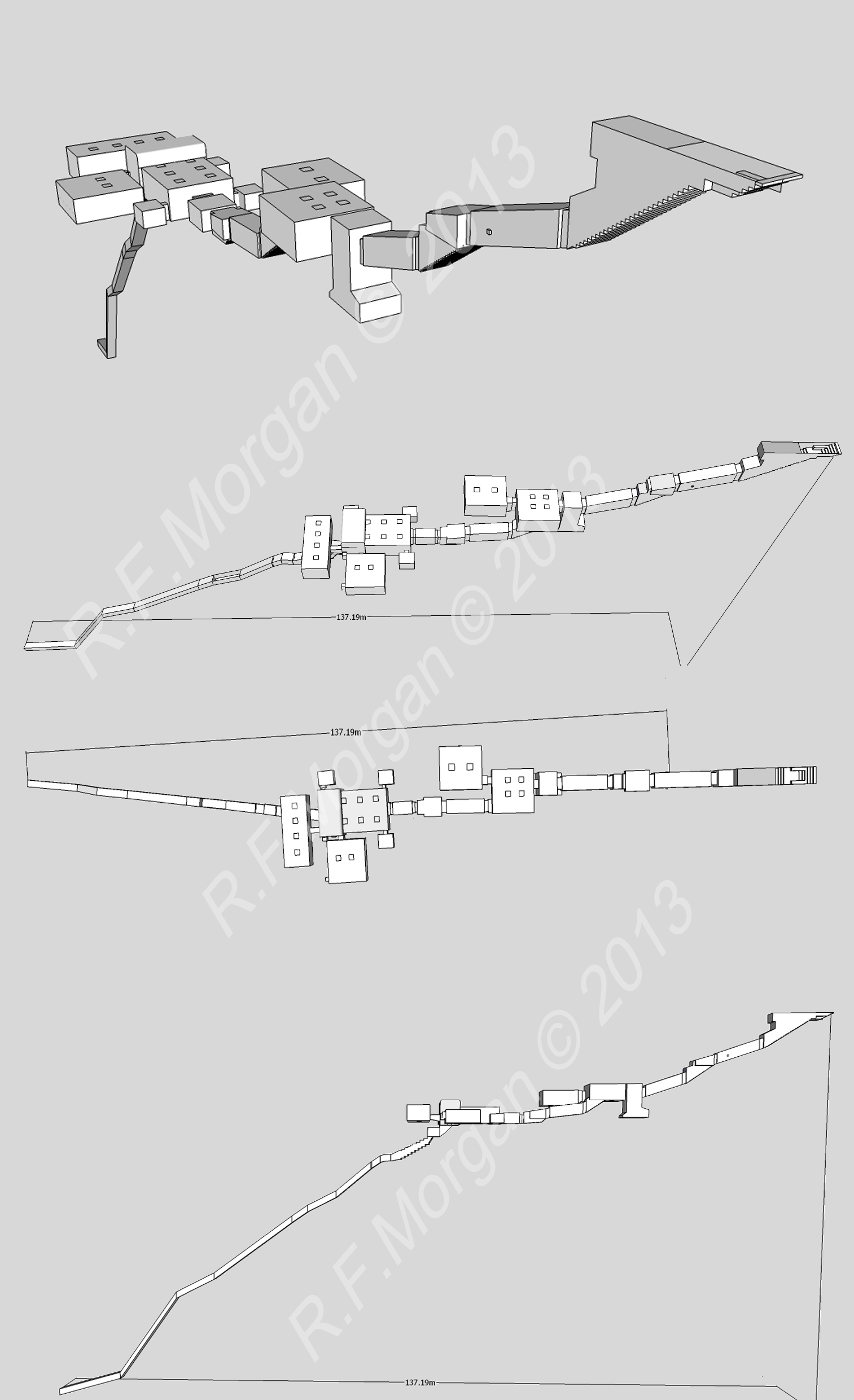
Representació isomètrica, planta i alçat de la KV17

6. Howard Carter, el futur descobridor de la tomba de Tutankamon (la KV62), la va excavar i va realitzar diversos treballs de restauració i apuntalament: va reforçar les parets que s'havia endut Champollion amb maons per a evitar que s'esfondressin i també va protegir amb maons i amb una reixa l'entrada i la primera part del llarg corredor de surt de la cambra funerària i que s'enfonsa en la roca uns 174 metres. Tot i els esforços de Carter, la situació de les parets i dels sostres continua empitjorant i han aparegut diverses esquerdes.
7. El 1979, l'equip del Theban Mapping Project (o TMP), dirigit per l'egiptòleg Kent Weeks, la va mesurar, estudiar i en va fer plànols nous.
8. El 1991, l'egiptòleg i epigrafista Erik Hornung la va estudiar i en va copiar els textos, estudi que més tard publicà en un recull sobre algunes de les tombes més destacades de la Vall.
9. Des del 1996 fins al 2000, un equip de l'American Research Center in Egypt (Centre d'Investigació Americà a Egipte) va estar restaurant la tomba.
10. El 2001, un equip del TMP va estar modificant i millorant les parets exteriors, d'època moderna, que envolten l'entrada per a minimitzar-ne el risc d'inundacions.
11. El Consell Suprem d'Antiguitats Egípcies ha apuntalat parts de la tomba amb bastides de metall. El seu director, Zahi Hawass, va fer reforçar l'estructura del corredor "K" amb bastides i bigues de ferro per a poder-hi entrar i excavar-lo el 2010.

En general, els problemes més greus que pateix la tomba és l'ennegriment dels frescos, per diversos motius, un d'ells les nombroses vegades que s'han emprat espelmes o torxes per a documentar-la, per a excavar-la, per a reformar-la, etc. També des de Belzoni i en diverses ocasions es van calcar dibuixos i textos amb tècniques a l'aigua i es van fer motlles que van embrutar i malmetre els pigments originals i els relleus, i el pas del temps i les nombroses visites a la tomba tampoc han ajudat gens. La tomba també ha patit un vandalisme freqüent: uns han excavat parets per a trobar cambres ocultes i passadissos secrets, d'altres n'han arrencat (o ho han intentat) els murals, etc. Molts dels murals arrencats s'han perdut i només en queden els dibuixos dels primers exploradors.
Actualment, la tomba està tancada al públic per a evitar més desperfectes i només hi tenen accés els especialistes autoritzats.

## L'arquitectura

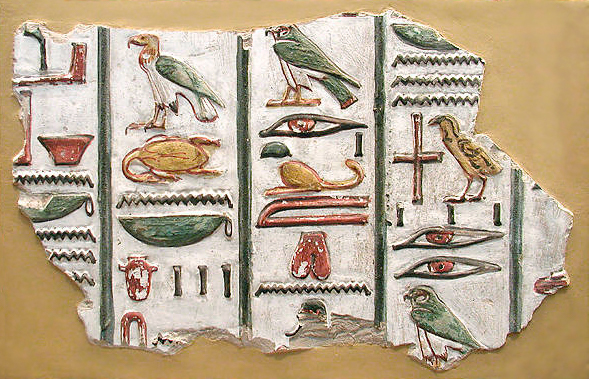
Part d'un mural amb inscripcions jeroglífiques arrencat de la tomba

L'hipogeu està situat a la branca sud-est del uadi de la Vall, entre les tombes KV16 de Ramsès I i KV18 de Ramsès X. La tomba té un eix lineal i recte, amb una orientació cap al sud-oest, i l'únic desviament que hi ha són les cambres laterals que complementen les cambres principals i un petit desviament de 0,6º a partir del corredor "G". Tot el disseny de la tomba busca la proporció, la simetria, els eixos rectes i els angles de 90° a les cantonades. La tomba té una llargada lineal de 106 metres, una llargada total aproximada de 126 metres (si comptem les cambres laterals) i una àrea total de 650 metres quadrats, a la llargada cal afegir els 174 metres del corredor inacabat que comença a la cambra funerària. Quan s'hagi acabat d'excavar la tomba dels fills de Ramsès II (els nets de Seti I), la KV5, és molt probable que superi la llargada d'aquesta tomba. La tomba està dividida en dues parts ben diferenciades, la superior, amb l'entrada i les capelles i la inferior on trobem, entre d'altres, la cambra funerària.

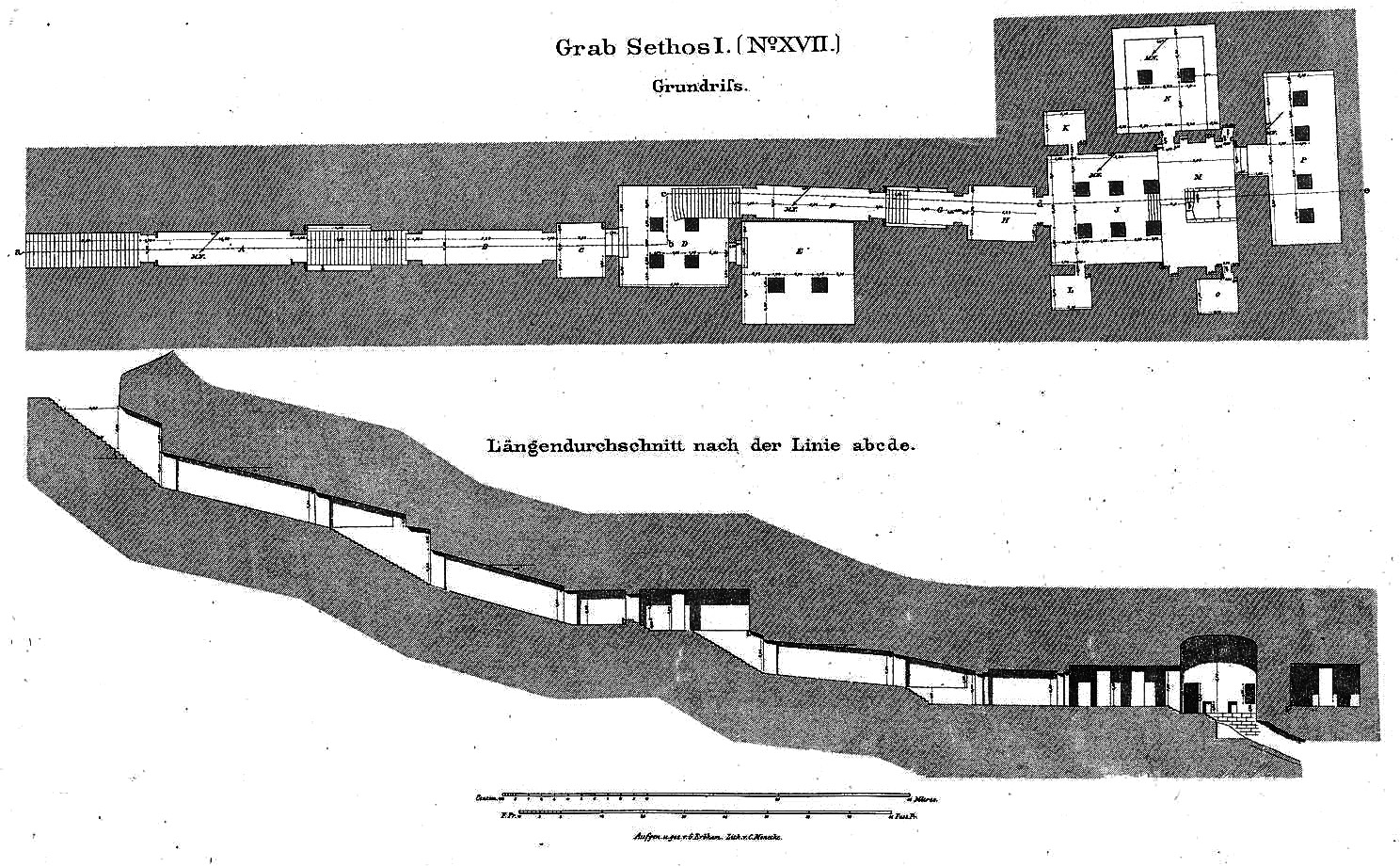
Plànol de la tomba - dibuix de Lepsius

Avui dia s'entra a la tomba per una estructura moderna, amb parets, sostre, uns graons i un replà, que protegeix l'entrada original, a partir d'aquí comencen les escales antigues ("A") que porten fins a la porta de "B" (les portes són petits rebedors d'aproximadament un metre de fondària, en alguns dels quals s'han trobat forats preparats per a col·locar-hi les frontisses d'una porta), a continuació trobem el corredor amb rampa descendent "B" que porta fins a la porta de les escales "C", al principi de les escales "C", arran de les parets laterals i coincidint amb la part superior del primer graó, es van fer dues petites rampes (similars a uns prestatges d'obra) que continuen en el mateix nivell en direcció a fons de la tomba, formant dos nínxols laterals estrets. Les escales baixen fins a l'entrada de la porta de "D", la tomba continua amb un corredor, "D", amb una rampa descendent.
Al final del corredor, a prop de la següent porta, la d'"E", hi ha uns grans marcs negres dibuixats, en tombes posteriors aquests marcs negres es convertirien en nínxols. Després de la porta d'"E" trobem el pou funerari, "E", amb una fondària de més de 6 metres i mig, de forma rectangular a la part superior, però al fons, cap als 5 metres i mig de fondària, hi ha una ampliació brusca que podria no haver estat feta intencionadament sinó degut a alguna mena d'ensorrament perquè hi havia una veta de pedra tova o una inundació. El pou no s'ha acabat de buidar mai de runa i rocs. Actualment hi ha un pont d'obra i fusta que creua el pou per a permetre l'accés a la resta de la tomba.
NOTA: Al plànol de Lepsius el pou funerari apareix cobert, amb la mateixa fondària que les altres cambres.
Després del pou hi ha la porta d'"F", aquí hi ha tres graons que baixen i entren dins la cambra "F". Aquesta cambra té quatre pilars quadrats centrats en l'eix que marca la porta d'"F" i repartits en dues fileres de dos pilars cadascuna, de manera que la divisió de la sala en tres zones, delimitades pels pilars, ens ofereix una zona dreta i una de central de mides similars i una zona a l'esquerra força més ampla, aquesta aparent irregularitat és per a permetre la construcció d'unes escales que comencen dins la cambra (a la zona esquerra), més o menys en línia amb els últims pilars, i que porten a la resta de la tomba, se les anomena "accés F". Al final d'aquestes escales hi ha la porta de "G". A la banda dreta, al fons, hi ha la porta d'"Fa", amb tres graons més, que condueixen a l'interior de la cambra lateral "Fa", aquesta cambra, tot i ser lleugerament més gran que l'anterior, només té una fila de dos pilars situats cap a la dreta, i a la paret esquerra, a nivell de terra, hi ha una obertura que travessa la paret i arriba fins al corredor "G".

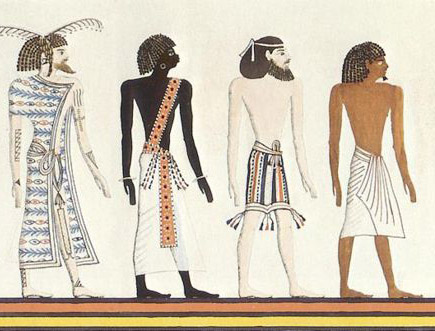
Dibuix del 1820 reproduint un dels relleus de les quatre races conegudes, d'esquerra a dreta: libi, nubià, asiàtic i egipci.

El corredor "G", amb una rampa descendent, comença al final de les escales ("accés F") i després de la porta de "G", aquí la tomba canvia lleugerament el seu axis, girant 0,6º cap a la dreta respecte a la cambra "F". A continuació hi ha la porta d'"H" i el corredor "H", dividit en dues seccions, la primera amb cinc graons descendents i la segona amb una rampa, a les parets del corredor hi ha un nínxol estret (un a cada banda). Més enllà hi ha la porta d'"I" que dona accés a la cambra "I", aquesta cambra fa de vestíbul de la cambra funerària. Després de la cambra "I" hi ha la porta de "J" i la mateixa cambra funerària o cambra del sarcòfag, "J". Aquesta cambra és la més complexa de tota la tomba: està dividida en dues seccions clarament diferenciades, la primera (a partir de la porta de "J") té forma rectangular i està dividida en tres àrees (o passadissos) per dues fileres de tres pilars quadrats cadascuna, el sostre, com a la resta de la tomba, és completament recte. Al fons, cap al final de la sala, hi ha la segona secció, la zona del sarcòfag o "cripta", queda enfonsada respecte a la secció anterior i s'hi accedeix gràcies a uns graons que ocupen tota l'amplada de la sala excepte allà on hi ha un pilar. El sostre d'aquesta secció té forma de volta de canó amb la corba de la volta lleugerament aixafada, és la primera tomba on es va construir el sostre de la sala del sarcòfag amb volta. És l'única zona amb curvatura de la tomba.
A les dues bandes de la primera secció, en línia amb els primers dos pilars, hi ha dues cambres laterals, totes dues amb portes (porta de "Ja" i porta de "Je"), la de l'esquerra és la "Ja" i la de la dreta és la "Je" (es va anomenar les cambres començant per l'esquerra i seguint la direcció de les agulles d'un rellotge). A tocar de la primera secció, però ja dins de la segona secció, hi ha la porta de "Jb" que mena a la cambra lateral "Jb", aquesta cambra té dos pilars quadrats situats en fila i perpendiculars a la porta. A les parets de l'esquerra, del fons i de la dreta (totes excepte la de la porta d'entrada) hi ha uns repeus o bancs més o menys a mitjana alçada de l'habitació, és a dir, aproximadament a un metre i mig del terra. Cadascun d'aquests bancs té a sota uns relleus dividits en quatre nínxols alineats horitzontalment i amb una fondària de pocs centímetres que estan decorats amb relleus d'objectes funeraris. A la paret de la dreta, a tocar de la paret del fons i per sobre dels bancs hi ha un petit nínxol excavat a la roca. A l'altra banda de la segona secció i tocant a la paret del fons hi ha la porta de "Jd" i la cambra lateral "Jd" a continuació, avui dia està plena de restes de la tomba, amb trossos dels murals, de les parets i dels sostres malmesos. Entre aquestes dues cambres i darrere de la paret del fons hi ha la cambra lateral "Jc", s'hi accedeix per la porta de "Jc" que és inusualment llarga (fa 2,54 metres) i que va haver de ser reconstruïda amb maons per Howard Carter, ja que s'havia ensorrat, la porta és a tocar de la paret dreta de la segona secció i s'obre a la paret del fons. La cambra "Jc" té forma rectangular i té quatre pilars quadrats alineats en una sola filera perpendicular a la porta de "Jc". La cambra, inacabada, té greus problemes estructurals, en part perquè està situada damunt del corredor "K", molt inestable.
Al centre de la segona secció, arran de terra, tocant la paret del fons i en un nivell molt més baix, hi ha l'obertura que porta cap al corredor "K". Belzoni va trobar el sarcòfag de Seti I a la part superior d'aquesta obertura.

### L'estrany corredor ("K")

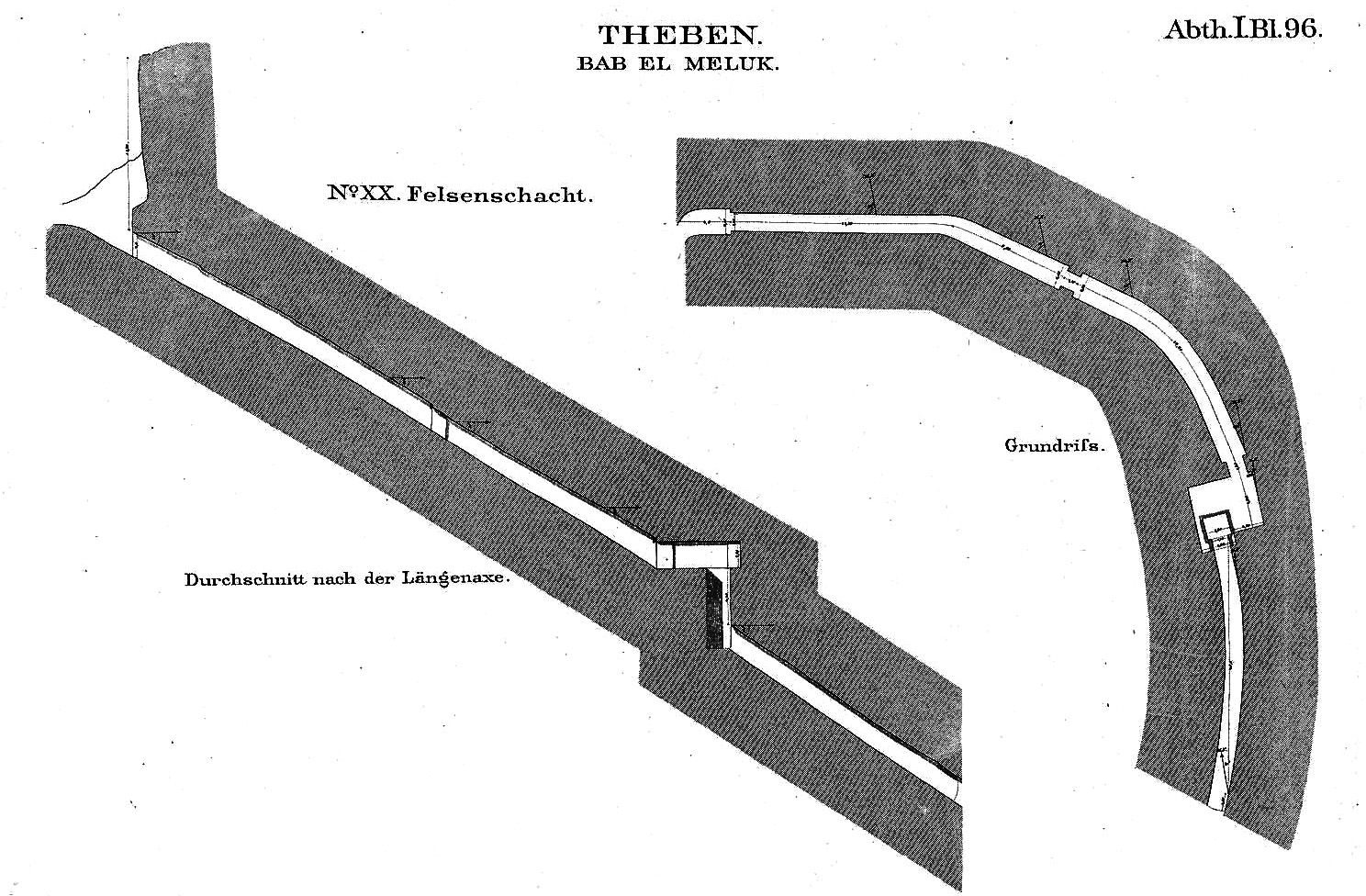
Plànol del corredor (incomplet) - dibuix de Lepsius

El corredor que surt de sota de la cambra funerària ha estat i continua sent un misteri. Es tracta d'un llarg túnel, Belzoni afirmà que tenia 100 metres de llargada, però avui sabem que mesura 174 metres, i que s'enfonsa en la roca al voltant d'uns 95 o 100 metres de profunditat per sota del nivell de la cambra funerària, en un eix més o menys recte i descendent. En diverses tombes s'han trobat diversos elements arquitectònics inacabats, com sales, pous i corredors, però res de semblant. Des del seu descobriment molts han intentat explorar-lo, però la inestabilitat de les roques i la gran dificultat per a accedir a algun dels trams han fet que no es pogués investigar.
Zahi Hawass, el 2008, el va fer excavar, però el difícil accés i la runa que omplien el túnel van fer que no pogués passar dels 136 metres de llargada, Hawass esperava trobar una cambra funerària oculta o una cosa similar al final del túnel. El 2010 va encarregar a uns enginyers que apuntalessin i netegessin el túnel, hi van muntar bastides, escales i riells (paral·lels a les escales) per a transportar vagonetes que facilitessin el desenrunament de la zona, com si es tractés d'una mina. Al final hi va poder entrar, ell i el seu equip, i van poder confirmar que el corredor s'acabava bruscament en un cul de sac als 174 metres. El túnel passa per sota d'altres tombes de la Vall, com la KV11 i la KV34. Durant les excavacions i els treballs de neteja del corredor es van trobar diversos objectes funeraris de poc valor (com uixebtis de faiança i cartutxos reials) escampats pel corredor, és possible que l'aigua i el fang de les inundacions que hi ha hagut a la tomba s'enduguessin part dels objectes que quedaven dispersos i els dipositessin al corredor.
L'única tomba de la Vall que té un passadís o túnel similar és la KV20 de Hatshepsut i el seu pare Tuthmosis I, probablement la primera que es va construir allà. La tomba té una forma poc usual, només té duess cambres principals i alguna petita de secundària, comença amb un llarg passadís, amb escales en alguns trams, que baixa donant una volta, de forma irregular, com si es tractés del principi d'una espiral o d'una gran escala de cargol, en el sentit de les agulles del rellotge. La tomba té una llargada de 210 metres i acaba en la cambra funerària. Tots aquests factors podrien fer pensar que Seti I tenia la intenció de fer-se una segona tomba amagada sota la primera per a evitar els lladres. Una altra teoria, defensada avui per Hawass, és que aquest corredor facilités l'accés del faraó cap a l'Inframon.

### La decoració

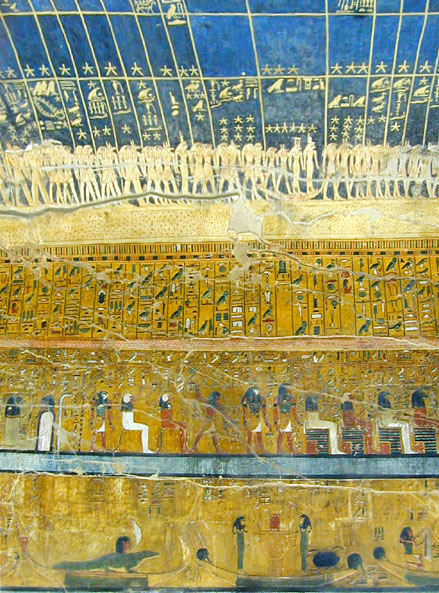
Decoració de la "cripta", amb la segona hora de l'Amduat i dibuixos de les constel·lacions al sostre de volta.

La tomba representa el millor exemple de la sofisticació artística, arquitectònica i literària (pels textos funeraris escrits) de l'Imperi Nou de l'antic Egipte. Basada en el disseny de la tomba KV57, del general i faraó Horemheb, recull tots els coneixements d'enginyeria i construcció i la qualitat artística i tècnica desenvolupats en èpoques anteriors, especialment durant la dinastia XVIII i els consolida en una obra completa. És la primera tomba que té tots els passadissos i pràcticament totes les cambres decorades (incloses les menors) i conté un compendi complet dels textos funeraris: la Lletania de Ra (al corredor "B" i a l'entrada i les escales "C"), el Llibre dels morts (a les escales "C"), l'Amduat (repartit entre les escales "C", el corredor "D", la porta d'"Fa", la sala lateral "Fa", la sala lateral "Jb" i la cambra funerària "J"), el Llibre de les portes (repartit entre la sala "F", la porta d'"Fa", la sala lateral "Ja" i la cambra funerària "J"), el Ritual d'obertura de la boca (al corredor "G", al corredor "H" i a la porta del corredor "H"), el Llibre de la Vaca Celestial (cambra lateral "Je"), un recull d'astronomia (cambra funerària "J"), el faraó amb els déus (al corredor "B", al pou funerari "E", a la cambra "F", a la cambra "I", a la cambra lateral "Fa", a la porta de "G" i a la cambra funerària "J"), els déus (repartits entre les escales "C", la porta de "D", la porta de "J", la porta de "Jb", la porta de "Jd", a la sala lateral "Jd" i a la cambra funerària "J"), representacions del faraó sol (a les portes de "Ja" i "Je") i d'altres elements funeraris i cerimonials.

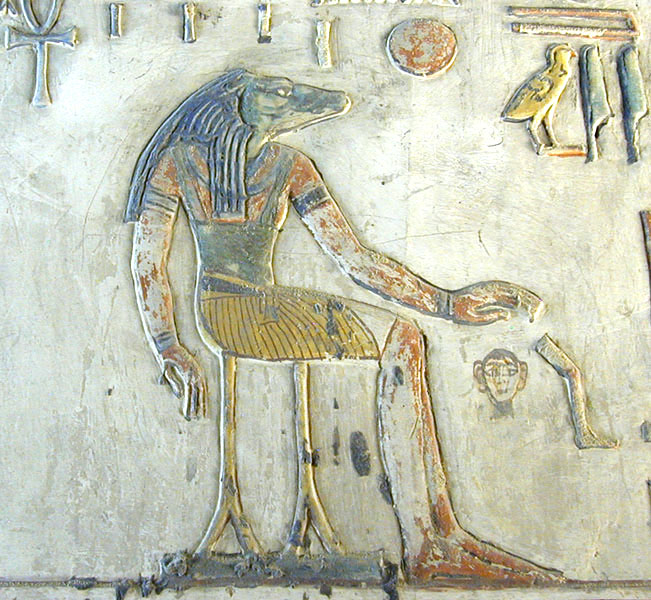
Vuitena hora de l'Amduat, s'aprecien el treball dels relleus i la gamma cromàtica dels pigments, malmesos pels visitants i exploradors.

La representació del cel de la cambra funerària s'inspira en algunes tombes de la dinastia XVIII i les decoracions dels sarcòfags reials de la dinastia XII. Possiblement la inspiració més directa sigui el sostre de la segona part de la tomba de Senemut, l'arquitecte i djati (visir) de Hatshepsut, la TT353, (aquí només hi ha les cambres funeràries, a la primera part, la TT71, hi ha les capelles), que conté el mateix tipus de simbolisme, però està incomplet i inacabat. A l'Osireion, part del complex del temple d'Osiris que Seti I va construir a Abidos, també es van trobar representacions similars (vegeu: Temple de Seti I a Abidos). Aquest recull d'astronomia inclou algunes de les llistes de degans i representacions de les estrelles per al mesurament del temps astronòmic.
La decoració està composta principalment per baixos relleus, quasi tots policromats, amb una gran gamma cromàtica elaborada a partir d'un nombre limitat de pigments naturals. La distribució de les decoracions per les cambres i els passadissos té una funció simbòlica i ritual, i sovint s'empra l'efecte mirall, on els dibuixos de les parets i els textos d'una i d'altra banda estan estretament relacionats i contenen una mateixa representació o una de molt similar i paral·lela.
A la sala dels pilars "F", finalitzant la cinquena hora del Llibre de les portes, apareixen (davant d'Horus) i per primera vegada en una tomba de la Vall les quatre races conegudes aleshores, diferenciades per les seves característiques físiques i el vestuari: egipcis, libis (entenent Líbia en el sentit més ampli, és a dir la part d'Àfrica del Nord que queda a l'oest d'Egipte), nubians i asiàtics (de l'Orient Mitjà històric).

### El sarcòfag d'alabastre
Belzoni va trobar el sarcòfag travessat sobre l'obertura del pou on comença el corredor "K", estava més o menys al centre de la "cripta". Belzoni el va signar (igual que feia amb totes les seves troballes), el va treure de la tomba i el va enviar a Henry Salt a Londres, on l'arquitecte responsable de l'antic edifici neoclàssic del Banc d'Anglaterra, Sir John Soane, el va comprar el 1824 per unes 2.000 lliures esterlines, passant per sobre de les ofertes del Museu Britànic. Soane el va instal·lar a casa seva sobre unes columnes, com a peça central de la seva extensa i excèntrica col·lecció particular, en una sala enfonsada i envoltada per una balconada del pis superior, una mena de cripta o celler, que ell mateix batejà com a "Cambra Sepulcral". L'arquitecte anglès va fer decorar la sala amb quinqués i va celebrar-ho convidant la classe alta anglesa a una festa que va durar tres dies seguits i a la qual van assistir unes mil persones. Soane només es va quedar la caixa del sarcòfag, la tapa, trossejada, es va repartir per diferents col·leccions, inclosa la del Museu Britànic.
El sarcòfag, de 2,85 metres de llargada i fet d'una sola peça a partir d'un bloc d'alabastre egipci, té la forma de la mòmia: ovalada amb la zona dels peus tallada recta. La caixa té uns tres dits de gruix i és translúcida. La decoració de la caixa conté relleus dels déus i inscripcions del Llibre de les portes, mentre que la tapa també té relleus dels déus i inscripcions del Llibre dels morts. A dins, a la part inferior de l'interior del sarcòfag i just sota d'on hi havia hagut la mòmia del faraó, es van trobar cristalls de calcantita, un mineral blau compost principalment per sulfat de coure i amb propietats higroscòpiques (assecants) que encara es fa servir amb finalitats similars.
El 1833, Soane va aconseguir que el Parlament Britànic promulgués un decret pel qual la casa es convertiria en un museu públic (el Museu Soane) dirigit per un consell d'administradors a la seva mort (1837) i que s'havia de mantenir la col·lecció intacta. El sarcòfag de Seti I continua sent la peça principal de la col·lecció. El blanc immaculat de la caixa s'ha tornat groc per la pol·lució i el clima londinencs, les inscripcions han perdut relleu i dels cristalls de calcantita només en queda una taca blavosa que tenyeix l'alabastre del fons.

### La mòmia del faraó
La mòmia es va traslladar des de la tomba a l'amagatall de Deir el Bahari, la tomba familiar de Pinedjem II, la TT320, durant la dinastia XXII, del tercer període intermedi. La mòmia es va traslladar amb les d'altres faraons i membres de la família reial de la dinastia XVIII i del període ramèssida per a protegir-les dels nombrosos saquejos que estava patint la Vall (i la resta del país).
És una de les mòmies millor embalsamades que s'ha trobat i està en un bon estat de conservació en general. Des del seu descobriment el 1881, i després de ser traslladada amb barca pel Nil amb la resta de mòmies i d'objectes trobats, està dipositada al Museu Egipci del Caire.